# Amegilla camelorum
Amegilla camelorum là một loài Hymenoptera trong họ Apidae. Loài này được Cockerell mô tả khoa học năm 1911.